# Ángel Villacampa
Ángel Villacampa Carrasco (Toledo, España, 14 de diciembre de 1976) es un entrenador de fútbol español que dirige al Club América Femenil en la Liga MX Femenil desde junio de 2022.

## Trayectoria
Villacampa comenzó su carrera como entrenador en el Atlético Madrid, donde estuvo al frente del equipo femenino durante la temporada 2017-2018. Bajo su dirección, el equipo ganó la Primera División en 2018. En 2018, fue nombrado entrenador de la selección femenina sub-17 de China.
En 2019, asumió el cargo de entrenador del Athletic Club femenino, donde trabajó hasta 2021. Luego, se unió al Levante Femenino como entrenador durante la temporada 2021-2022. En junio de 2022, Villacampa fue nombrado entrenador del América Femenil en la Liga MX Femenil.

## Logros
- Atlético Madrid Femenino: Primera División Femenina de España 2017-18
- Club América Femenil: Clausura 2023